# 리나트 아흐메토프
리나트 레오니도비치 아흐메토프(우크라이나어: Рінат Леонідович Ахметов, 러시아어: Ринат Леонидович Ахметов, 타타르어: Ринат Леонид улы Әхмәтов, 1966년 9월 21일 ~ )는 우크라이나의 기업인이자 FC 샤흐타르 도네츠크의 구단주로, 우크라이나에서는 재산을 96억 달러, 2009년 《포브스》에서는 재산을 18억 달러로 추정했으며 세계에서 148번째 부자이다.
1966년 우크라이나 도네츠크의 타타르족 출신 석탄 광부 노동자 아들로 태어나 1990년대 도네츠크 국립대학교를 졸업하고 경제학 박사 학위를 취득하였다.
1996년 FC 샤흐타르 도네츠크의 구단주가 되었고, 2000년 SCM 홀딩스를 창업해 우크라이나의 선도적인 금융, 산업 기업으로 성장해 97억 1900만 달러의 매출을 올리고 있다.
자선 사업도 펼쳐 2007년 우크라이나 경제 개발을 지원하는 재단인 FEG를 세우고 2007년 12월 키예프에서 우크라이나 시민들의 생활 수준을 개선한다는 목표 아래에 시작하였다.
이후 아파트 단지 폭발로 가족을 잃은 사람들에게 90만 달러를 기부하였고, 2008년에도 2900만 달러를 기부해 세계 10대 자선가 목록에 선정되었다. 2009년 5월 약 10억 달러에 미국 웨스트버지니아주 기반의 유나이티드 석탄 회사를 인수하였다.
정치에도 진출해 빅토르 야누코비치 총리의 후원 아래 2004년 우크라이나 대통령 선거에서 중요한 역할을 했다.

## 같이 보기
- 레오니드 쿠치마
- FC 샤흐타르 도네츠크